# زهرا نعمتی (کوهنورد)
زهرا نعمتی (زاده ۶ اردیبهشت ۱۳۵۸ در تبریز) کوهنورد ایرانی است. او از سن نوجوانی علاقه خود را به ورزش نشان داد و ابتدا در رشته بدمینتون و بعدها در رشته‌های رزمی و بدن‌سازی هم فعالیت کرد، تا اینکه از اوایل سال ۱۳۹۰ شروع به ورزش کوهنوردی به صورت جدی کرد و از همان ابتدا استعداد و توانایی خود را درکوهنوردی ثابت و به موفقیت‌های چشمگیری دست یافت.

## صعودها و افتخارات

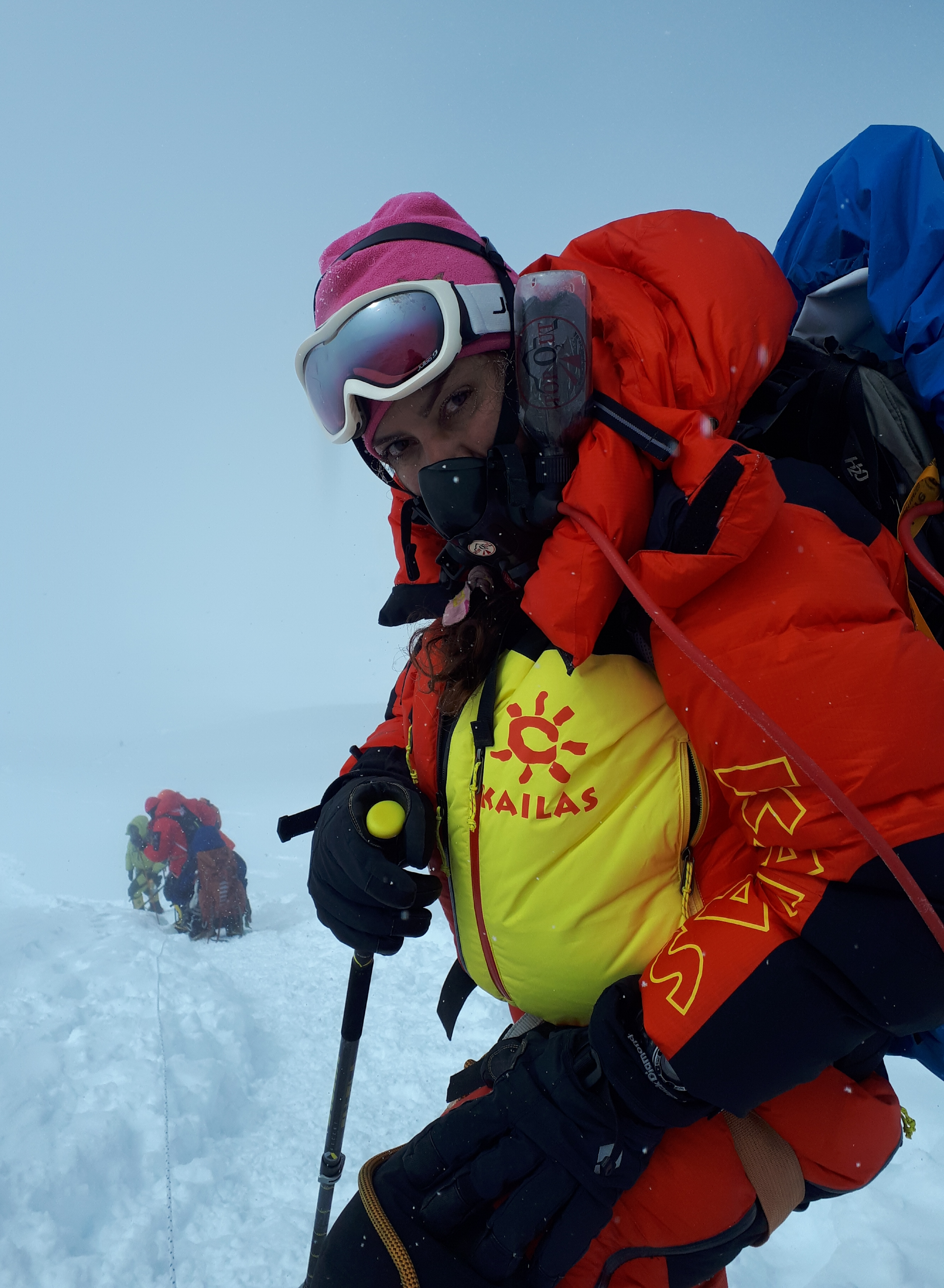

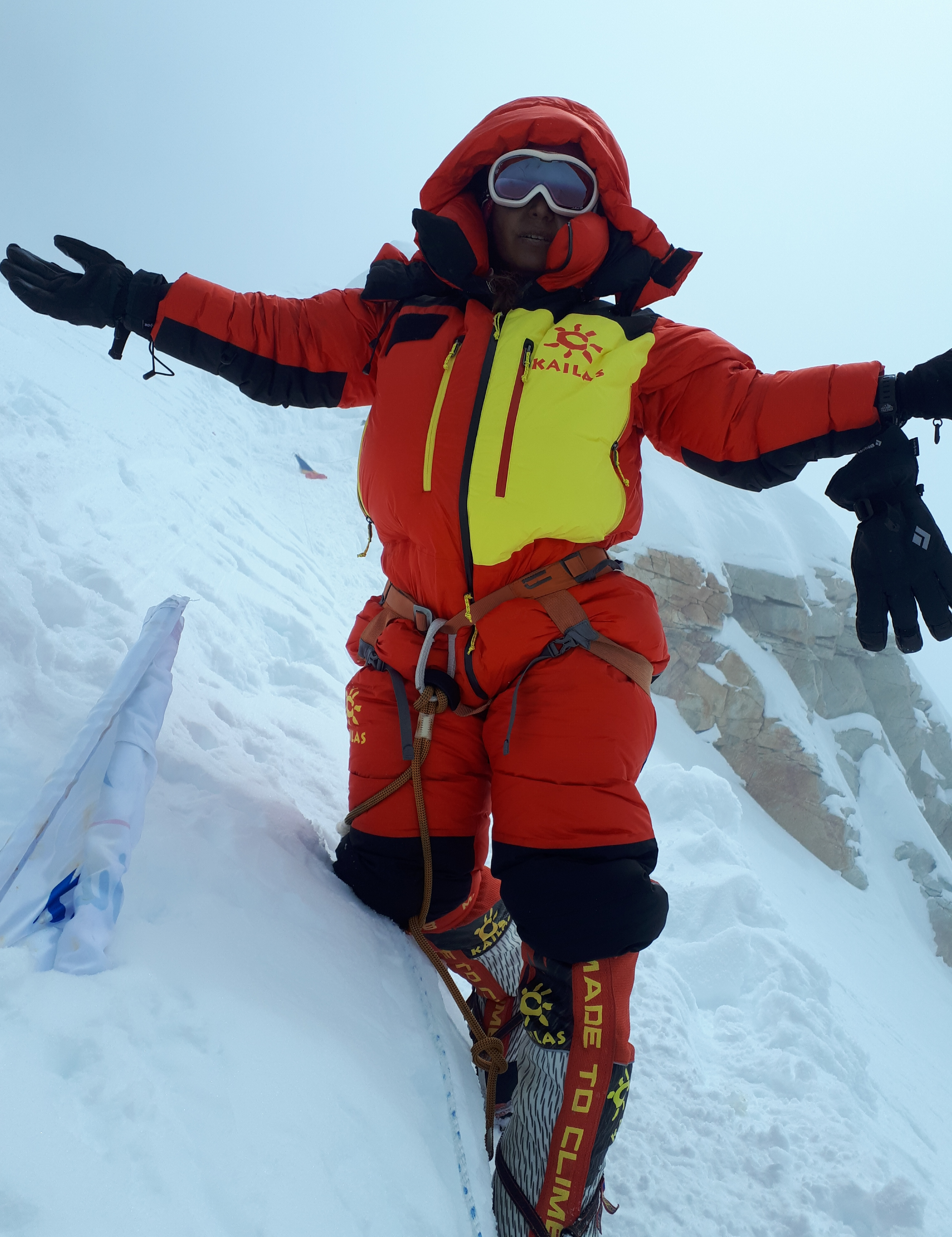

| تاریخ         | صعودها و افتخارات |
| تیر ۱۳۹۰      | صعود به سبلان |
| بهمن ۱۳۹۱     | صعود از گردهٔ شمالی سبلان |
| خرداد ۱۳۹۲    | صعود به دماوند |
| بهمن ۱۳۹۳     | صعود انفرادی به دماوند |
| تابستان ۱۳۹۳  | صعود هرم‌ها و کسری و سبلان یک روزه |
| ۱۳۹۳          | صعود یپراق و سبلان یک روزه |
| تابستان ۱۳۹۴  | صعود به علم کوه گردهٔ آلمانها |
| چندین زمستان  | صعود به سبلان و دماوند |
| تابستان ۱۳۹۵  | تلاش برروی قله کورژنفسکایا به ارتفاع ۷۱۰۵ متر و صعود تا ارتفاع ۶۹۵۰ متر |
| زمستان ۱۳۹۵   | صعود به آرارات با ارتفاع ۵۱۳۷ متر و سرپرستی ۹ صعود مستقل به آرارات در فصل‌های مختلف                                                                                          |
| تابستان ۱۳۹۶  | صعود به کازبک با ارتفاع ۵۰۴۷ متر و سرپرستی مستقل به قلهٔ کازبک |
| ۱۳۹۶-۹۷-۹۸    | سرپرستی چندین تیم خارجی به دماوند |
| ۱۳۹۷          | سرپرستی چندین صعود به علم کوه |
| ۱۳۹۵-۹۶-۹۷-۹۸ | سرپرستی چندین تیم به سبلان |
| پائیز ۱۳۹۸    | صعود به قله ماناسلو هشتمین قله جهان به ارتفاع ۸۱۶۳ متر برای اولین بار در شمالغرب کشور و آورندهٔ مدال طلا در ورزش کوهنوردی در ایران و دومین زن صعود کننده به این قله در ایران |
| ۱۳۹۶          | اخذ مدرک مربیگری درجه ۳ کوهپیمایی |
| -             | صعود دیواره‌های زنوز از مسیر ماشین‌سازی |
| -             | صعود دیواره‌های توربین از مسیر نانگاه و نظمی |
| -             | دوبار صعود دیواره قلعه بابک از مسیر ماشین‌سازی |
| -             | گذراندن کلیهٔ دوره‌های آموزشی |

## دوچرخه سواری
زهرا نعمتی در آبان ۱۴۰۰ قطر ایران - از شمالی ترین بندر ایران (بندر انزلی در گیلان) تا جنوبی ترین بندر ایران (بندر عباس در هرمزگان) یعنی حدود ۱۶۶۰ کیلومتر را در ۲۲ روز رکاب زد.